# 루이 아라공
루이 아라공(Louis Aragon, 1897-1982)은 프랑스의 시인·작가이다. 파리에서 태어났다. 제1차 세계 대전 후에는 다다이즘과 초현실주의 운동을 하였고, 1930년에는 국제 혁명 작가 대회에 참석하였다가 초현실주의와 갈라졌다. 1934년 시집 <우랄 만세>와 연작 <현실세계>의 첫권을 냈고, 반파시즘 운동에 참가하다가 제2차 세계대전에도 참전, 남프랑스의 레지스탕스 문화 운동을 지도하였다. 또 전국 지식인 동맹 서기장으로 활약하기도 하였다. 평론집 <스탕달의 빛> <소비에트 문학론> 등이 있다.

## 같이 보기
- 르 몽드가 선정한 세기의 도서 100권